# Amitus aleurodinis
Amitus aleurodinis är en stekelart som beskrevs av Samuel Stehman Haldeman 1850. Amitus aleurodinis ingår i släktet Amitus och familjen gallmyggesteklar. Inga underarter finns listade i Catalogue of Life.